# Ian Boucard
Pour les articles homonymes, voir Boucard.
Ian Boucard, né le 5 mai 1988 à Belfort (Territoire de Belfort), est un homme politique français.
Membre des Républicains, il est élu député dans la première circonscription du Territoire de Belfort, de juin à décembre 2017 (lorsque son élection est annulée par le Conseil constitutionnel) et depuis février 2018.

## Biographie

### Jeunesse
Il naît le 5 mai 1988 à Belfort.

### Parcours politique
D'abord assistant parlementaire du député Damien Meslot (2013), il devient conseiller municipal de Belfort en 2014, chargé de l’enfance, de la jeunesse et de la vie associative et vice-président de la communauté d'agglomération du Grand Belfort, chargé de l'habitat et de la politique de la ville. Il est par ailleurs administrateur de l'Office public de l’habitat et de la société d’équipement du Territoire de Belfort (Sodeb) — une entreprise publique locale (EPL).
Depuis 2016, Ian Boucard est secrétaire départemental du parti Les Républicains, auquel il adhère à l'âge de 20 ans, alors appelé Union pour un mouvement populaire (UMP).
En juin 2017, il est élu député de la première circonscription du Territoire de Belfort, sous l'étiquette Les Républicains, au second tour des élections législatives, avec 279 voix de plus que le candidat La République en marche Christophe Grudler. Son suppléant est Damien Meslot, le député sortant.
Il parraine Laurent Wauquiez pour le congrès des Républicains de 2017.
Son élection est annulée par le Conseil constitutionnel le 8 décembre 2017 en raison de la diffusion par Ian Boucard de deux tracts, distribués à 25 000 exemplaires, apparaissant faussement comme issus de La France insoumise et du Front national et appelant à voter pour lui au deuxième tour. La facture de l'imprimerie concernant ces tracts figure d'ailleurs dans son compte de campagne. 
Le 4 février 2018, il est réélu avec 59 % des voix au second tour.
En juin 2020, le tribunal correctionnel de Besançon condamne définitivement Ian Boucard à une amende pour « détournement de suffrages d'électeurs par manœuvres frauduleuses », alors que le parquet réclame également trois années d'inéligibilité,. 
Il se représente aux élections législatives de 2024 dans le Territoire de Belfort et réélu dans la première circonscription face à la candidate du Rassemblement national grâce au report des électeurs de la coalition présidentielle et de la coalition de gauche Nouveau Front populaire au nom du front républicain. 

## Positions
Il revendique « une inclinaison sociale plus forte que la droite historique ». Il indique avoir fait campagne en 2017 « sans parler immigration », et se dit très favorable aux emplois aidés. 
En 2023, il s'oppose, dans le cadre du projet de loi « asile et immigration », à la « régularisation des travailleurs sans papiers dans les métiers en tension », estimant que des « personnes au chômage et des gens au RSA [...] pourraient occuper ces métier (sic) en tension ». Il se prononce finalement en faveur du projet de loi. 

## Détail des fonctions et des mandats
- Conseiller municipal délégué de Belfort, chargé de l'Enfance, de la Jeunesse et de la Vie associative
- Vice-président de la communauté d'agglomération Grand Belfort, chargé de l'habitat et de la politique de la ville
- 21 juin 2017 - 8 décembre 2017 : député de la première circonscription du Territoire de Belfort
- 5 février 2018 - 9 juin 2024 : député de la première circonscription du Territoire de Belfort
- depuis 2021 : conseiller départemental du Territoire de Belfort (canton de Belfort-3)